# Erlinghausen (Marsberg)
Erlinghausen ist ein Ortsteil der Stadt Marsberg im östlichen Sauerland mit etwa 1000 Einwohnern. Es liegt an der Grenze zwischen Nordrhein-Westfalen und Hessen auf einer Hochfläche, die bis zu 405 Meter Höhe misst. Die Landschaft ist vom Buntsandstein geprägt.
Erlinghausen ist einer der ländlichen Orte der Stadt Marsberg.

## Geschichte

### Mittelalter
Das Dorf taucht zum ersten Mal im Einkünfteregister des Klosters Corvey während der Amtszeit des Abtes Erkenbert (1107–1128) auf. Eine exakte Zuordnung zu einem bestimmten Jahr ist nicht möglich, vermutlich war es 1107. Das hier erwähnte Einkünfteregister ist nicht im Original erhalten, sondern es befindet sich als Abschrift in einem Kopialbuch aus dem 15. Jahrhundert, das in Corvey angefertigt wurde. Die Erwähnung des Ortes ist in der siebten Zeile der Urkunde zu lesen: Cecima una in Erdelinghusun (Ein Zehnt in Erlinghausen). Die Gründung kann allerdings unter dem Namen Erdelinghusen schon viel eher (um 700–900 n. Chr.) im Zuge der sächsischen Niederlassungen geschehen sein.
Der ursprüngliche Ortsname Erdelinghausen bezieht sich auf einen Personennamen wie Erdo, Erdberath, Erthmar oder auch einen ähnlichen. Die Silbe ing bezeichnet die Zugehörigkeit oder den Besitz, sie ist ein niederdeutsches Merkmal.
Die Siedlung wurde hier gegründet, weil hier Wasser vorkam. Die Hochfläche mit einem Untergrund aus Kalkstein, von der das Dorf umgeben wird, ist relativ wasserarm. Da sich im heutigen Oberdorf eine Scholle aus Buntsandstein über den Kalkstein schiebt, quillt aus den Schichtquellen ausreichend Wasser hervor. In der Mitte des Ortes befand sich, bis in das 20. Jahrhundert hinein, ein Teich, an dem wohl die ersten Siedlungsgebäude entstanden. Am 30. April 1201 schenkte Beringer von Horhusen dem Kloster Obermarsberg neun Höfe aus seinem Besitz in Erlinghausen zu ewigem Eigentum. Anlass war das Ordensgelübde eines Sohnes des von Horhusen. Die Familie von Horhusen war in der Gegend eine einflussreiche Adelsfamilie. Durch diesen Zuwachs an Grund kam ein großer Teil an die Kirche, und die Pröpste traten in späterer Zeit als Grundherren über die Gemarkung auf.
Auch andere Adelsfamilien waren im Ort begütert, hier sind die Familien von Brobeck und von Scharpenberg zu nennen. Beide Familien unterhielten im Dorf einen Herrenhof mit Nebenhöfen. Weitere begüterte Familien waren die von Cobbenrode, von Büren und von Adorf. Etliche Mitglieder dieser Familien waren Bürgermeister von Obermarsberg. Im späten Mittelalter verschlechterte sich die Vermögenssituation der adligen Familien drastisch und so fielen immer mehr Höfe an begüterte Bürger in den Städten oder an das Kloster. Stephan von Erdelinchusen wurde 1294 vom Konvent und von Propst Herbold ein Haus im Ort übertragen, für das er jährlich Pacht bezahlen musste. Ein weiteres Grundstücksgeschäft ist für das Jahr 1305 überliefert. Die Brüder Gerbedo und Albert von Mühlhausen bewirtschafteten in der Flur von Erlinghausen einige Äcker in Erbpacht, die sie dem Schatzmeister des Stiftes verkauften. In den folgenden Jahrhunderten sind immer wieder solche Grundstücksgeschäfte belegt. Ende des 15. Jahrhunderts entbrannte zwischen den Zisterziensern und den Benediktinern ein Streit um Güter in Erlinghausen, dessen Gründe und Ausgang nicht bekannt sind. Um 1500 muss der Streit beendet gewesen sein, ab da wurde nur noch die Propstei als alleinige Besitzerin der Gemarkung erwähnt.
Der genaue Umfang des mittelalterlichen Dorfes ist nicht bekannt, es dürften etwa 20 Höfe gewesen sein. Um 1500 gaben die Einwohner aus nicht bekannten Gründen das Dorf auf, es fiel für einige Zeit wüst. Dies geschah auch in vielen anderen unbefestigten Dörfern, es setzte der sogenannte mittelalterliche Wüstungsprozess ein, die Bewohner suchten Schutz in befestigten Städten. Ein weiterer Grund waren grassierende Krankheiten und Hungersnöte, die durch Kriege und Raubzüge begünstigt wurden.
Die Einwohner von Erlinghausen besaßen bis 1808 das Bürgerrecht von Marsberg, das Dorf war ein Ortsteil, der außerhalb lag. Vermutlich stammte ein Großteil der Menschen bei der Neubesiedlung nach 1530 aus Marsberg, das begründet das Bürgerrecht. Das Dorf war früher wesentlich kleiner, in einer Kirchenchronik von 1883 steht: Das Dorf ist in früheren Zeiten nach allen Seiten hin mit Waldungen umgeben gewesen; nur nach Westen hin waren Wiesen und Äcker. Die Wälder gehörten den Bauern, die Gemeinde hatte keine eigenen. Die Gemarkung selbst war nur unzureichend durch wenige Feldwege erschlossen, die nur wenig gehärtet waren. Das Gebiet war eine Gewannflur, die typisch für ein Haufendorf war. In diesen Gewannen, die unterschiedlich groß waren und einen teilweise unregelmäßigen Zuschnitt hatten, lagen nur die Äcker, Wiesen Holzkämpe und Gärten gehörten nicht dazu. Ein großer Teil des Landes wurde für den Ackerbau, hauptsächlich in Dreifelderwirtschaft, genutzt, Viehzucht wurde nur wenig betrieben. Die Erträge konnten später durch Fruchtwechsel gesteigert werden, der Anteil des Brachlandes nahm ab. Wegen des geringen Viehbestandes gab es nur wenig Stalldünger, um die Felder mit neuen Mineralstoffen zu versorgen. Als hauptsächliche Getreidesorten sind Gerste, Hafer und Roggen zu nennen, vereinzelt wurde auch Mengkorn, eine Mischung aus Gerste und Hafer, angebaut. Als Viehfutter diente Rauhfutter, das aus Bohnen, Erbsen und Wicken bestand. Ab 1750 fand die Kartoffel, die auch Grundbeere genannt wurde, Eingang in das Sauerland, sie setzte sich recht schnell durch. Die Viehhaltung konzentrierte sich überwiegend auf Rinder, Schweine, Schafe und Gänse.
Die Erlinghauser besaßen schon seit dem Mittelalter das Jagdrecht und zwar auch im Gebiet von Nieder- und Obermarsberg. Alle drei Stadtteile hatten das Recht zur Jagd in der gesamten Flur, wobei auch die privaten Wälder des Klosters einbezogen waren.

### Neuzeit
Während des Dreißigjährigen Krieges blieb das Dorf weitgehend von größeren Plünderungen und Gewaltakten verschont. Trotzdem waren viele Gebäude in einem desolaten Zustand. Die Zahl der Einwohner war stark dezimiert, vermutlich durch Hunger und Seuchen. Nach dem Ende des Krieges kehrten auch Männer zurück, die Kriegsdienst leisten mussten. Es siedelten sich auch Neubürger an. Die schlechten Lebensbedingungen änderten sich nach und nach. Noch um 1660 wurde über Armut geklagt. Die Errichtung einer Kapelle ist für 1667 belegt, und eine Schützenabteilung wurde um 1670 gegründet.
Seit 1705 hielten die Dorfbewohner regelmäßig eine Prozession zu Ehren des hl. Vitus, dem Schutzpatron der Kapelle, ab.
Erlinghausen wuchs bis etwa 1750 auf rund 45 Häuser an. Der Siebenjährige Krieg brachte erneuten wirtschaftlichen Abstieg, da verschiedentlich hohe Kontributionen an Marsberg gezahlt werden musste.  Zudem benötigten durchziehende Truppen Verpflegung.
Nach dem Reichsdeputationshauptschluss im Jahr 1803 kam das Herzogtum Westfalen, und somit auch Erlinghausen, zum Großherzogtum Hessen-Darmstadt. Die Klöster verloren während der Säkularisation ihr Vermögen und ihren Einfluss; der Staat trat ihre Rechtsnachfolge an. Soldaten des neuen Landesherrn besetzten die Gegend am 8. September 1802. Die Aufgaben der ehemaligen ständischen Vertretungen übernahmen Regierungsbehörden. Es ändere sich nicht viel; die vier Dorfvorsteher übten weiter ihr Amt aus. Das ehemals kleine kölnische Amt Marsberg mit Erlinghausen, Nieder- und Obermarsberg wurde um folgende Orte erweitert: Giershagen, Bredelar, Madfeld, die Herrschaft Padberg und die Herrschaft Canstein. An die Spitze der Verwaltung trat ein neuer Amtmann. Die ehemaligen Drosten, für Marsberg der Freiherr von Spiegel zum Desenberg, verloren ihre Ämter. Der neue Amtmann Josef Schulte hatte als Justizamtmann eine doppelte Funktion, er sprach in erster Instanz Recht. Der Amtmann setzte 1808 Franz Mörs als Schultheiß ein, der Ort war nicht mehr dem Magistrat unterstellt, der Schultheiß hatte die Aufgabe die Interessen des Staates zu wahren. Die Abhängigkeit von Marsberg endete somit. Während der Napoleonischen Kriege blieb Erlinghausen weitgehend verschont, teilweise mussten durchziehende Truppen verpflegt werden und die Pferde versorgt werden. Zeitweise mussten Vorspannpferde zur Verfügung gestellt werden. Das Großherzogtum Hessen-Darmstadt erklärte am 16. Juni 1815 die Übergabe des Herzogtums Westfalen an das Königreich Preußen. Erlinghausen kam 1818 mit Marsberg zum Landkreis Brilon, die Verwaltung oblag einem Landrat. Franz Mörs behielt im Dorf sein Schultheißenamt, er hatte es seit 1808 inne. Nach der Einrichtung der Bürgermeisterei in Marsberg verlor der Schultheiß seine Notwendigkeit, er wurde entlassen. Die Deputierten der Ortschaften wählten den Bürgermeister alle drei Jahre neu. Bis 1848 fand der Schulunterricht im Haus des Lehrers statt, dann wurde ein Schulhaus errichtet. Die Fachwerkkapelle des 17. Jahrhunderts wurde 1869 wegen Baufälligkeit abgebrochen und durch ein neues Kirchengebäude ersetzt. Die Erhebung der Kirchengemeinde zur Pfarrvikarie erfolgte 1915. Nach langen Zeiten der Planung wurde von 1919 bis 1924 eine Wasserleitung gebaut und ein elektrisches Leitungsnetz verlegt.
In den Jahren 1919/20 konnte nach langen Planungen endlich mit dem Bau einer Wasserleitung begonnen werden. 1923/24 erfolgte der Bau des elektrischen Leitungsnetzes.

### Zweiter Weltkrieg
Das Dorf blieb im Zweiten Weltkrieg weitgehend von Zerstörungen verschont. Am 29. März 1945 wurde Erlinghausen von zwei Granaten aus US-Panzern aus Richtung Priesterberg getroffen. Drei Einwohner wurden verwundet. Einer davon starb erst zwei Jahre nach der Verwundung an den Folgen. Am 1. April besetzten US-Soldaten das Dorf, dazu mussten 39 von 139 Häusern ganz oder teilweise geräumt werden. Fünf Wehrmachts-Soldaten, die sich auf Urlaub bei ihren Familien befanden, wurden verhaftet.
Im Zweiten Weltkrieg fielen 63 Erlinghauser als Soldaten, davon die meisten an der Ostfront, oder sie starben in Gefangenschaft.

### Nach dem Zweiten Weltkrieg
Nach dem Ende des Zweiten Weltkriegs fanden etliche Vertriebene und Flüchtlinge im Ort eine Zuflucht.
Bei einer Tiefenbohrung im Jahr 1950 fand sich in 102 Metern Tiefe ein ergiebiger Grundwasserkörper, der das bis dahin herrschende Wasserproblem löste.
In den Jahren 1953 und 1954 bauten die Gemeindemitglieder eine neue Schützenhalle und ein Feuerwehrhaus.
Am 1. Januar 1975 wurde Erlinghausen in die neue Stadt Marsberg eingegliedert. Im selben Jahr erfolgte der Ausbau der Hauptstraße.

## Wappen
| Wappen der ehemaligen Gemeinde Erlinghausen | Blasonierung: In Gold ein aus einem doppelreihig blau-silbern geschachten schräggestellten Schildfuß wachsender blauer Abtsstab. Beschreibung: Der Abtsstab deutet auf die Äbte von Corvey, denen das Stift in Marsberg unterstand und das Besitz in Erlinghausen hatte. Der Schachbalken erinnert an den Adligen Beringer von Horhusen, der 1201 diesen Grundbesitz an das genannte Stift übergab. Die amtliche Genehmigung erfolgte am 6. Juli 1967. |

## Sehenswertes
In der Liste der Baudenkmäler in Marsberg sind für Erlinghausen drei Baudenkmale aufgeführt.
Die katholische Kirche St. Vitus ist denkmalgeschützt. Sie wurde um 1900 von dem Kirchenbaumeister Tegethoff errichtet. Der Turm wurde 1956 von den Einwohnern vorgebaut. Weitere Objekte, die unter Denkmalschutz stehen, sind der Brunnen an Köhlers Drift und das Kriegerehrenmal am Dicken Platz. Das Kriegerdenkmal errichtete der Baumeister Vitus Prior aus Muschelsteinquadern. Es ist durch Friese in verschiedene Abschnitte unterteilt. Die Figur eines Kriegers aus Guss steht auf einem Sockel, der Soldat scheint sinnend auf die Gräber der Gefallenen zu sehen. Die Arbeit wurde bei Larenz in Niedermarsberg gegossen. Der davor stehende Brunnen ist mit einem Wasserspeier ausgerüstet. Die Namen der Gefallenen der beiden Weltkriege sind den Bronzetafeln auf beiden Seiten zu entnehmen.
Der Amtsrentmeister Theile stiftete in den 1920er Jahren ein Stationskreuz, es steht an der Königstraße vor einer extra dafür geschaffenen Bruchsteinumrahmung. Ein Erlinghauser Maurer baute aus sogenannten Grottensteinen eine Höhle, in der eine Marienfigur steht. Sie dient der volkstümlichen Verehrung der Maria.

### Schloss auf dem Wulsenberg
Auf dem Wulsenberg soll einmal ein Schloss gestanden haben, das von den Grafen von Erling oder von Erlingen bewohnt wurde. Der Sage nach hat der letzte Graf, der kinderlos blieb, den Besitz seinen zwölf Knechten vermacht, die sich nach seinem Tod hier niederließen und Erlinghausen gründeten. Als Standort dieses Schlosses wurde ein Hochplateau angegeben, an der heute noch eingemeißelte Vertiefungen zu sehen, die als Balkenauflage gedient haben. Da hier früher Steine gebrochen wurden, ist kaum etwas erhalten. Das Schloss (Burg?) verfiel, nachdem der Ort um 1500 zur Wüstung verkam.

### Weiteres
- Landschaftsschutzgebiet Platte

## Verkehrsanbindung
Die RLG bedient den Ort mit der Buslinie 495 von Marsberg, Bahnhof bis Erlinghausen.

## Sport
Rot-Weiß Erlinghausen spielt in der Fußball-Landesliga Westfalen 2.

## Söhne und Töchter
- Hans-Joachim Watzke (* 21. Juni 1959 in Marsberg-Erlinghausen), Unternehmer und Manager des BVB